# Washington Under the British Flag
Washington Under the British Flag è un cortometraggio muto del 1909 diretto da J. Stuart Blackton.

## Produzione
Supervisionato da J. Stuart Blackton, il film fu prodotto dalla Vitagraph Company of America: il cortometraggio faceva parte di un progetto in due parti dal titolo The Life of George Washington. La seconda parte, girata in luglio, fu Washington Under the American Flag.

## Distribuzione
Distribuito dalla Vitagraph Company of America, il film - un cortometraggio in una bobina - uscì nelle sale statunitensi il 29 giugno 1909.